# Zofia Hertz-Łukańska

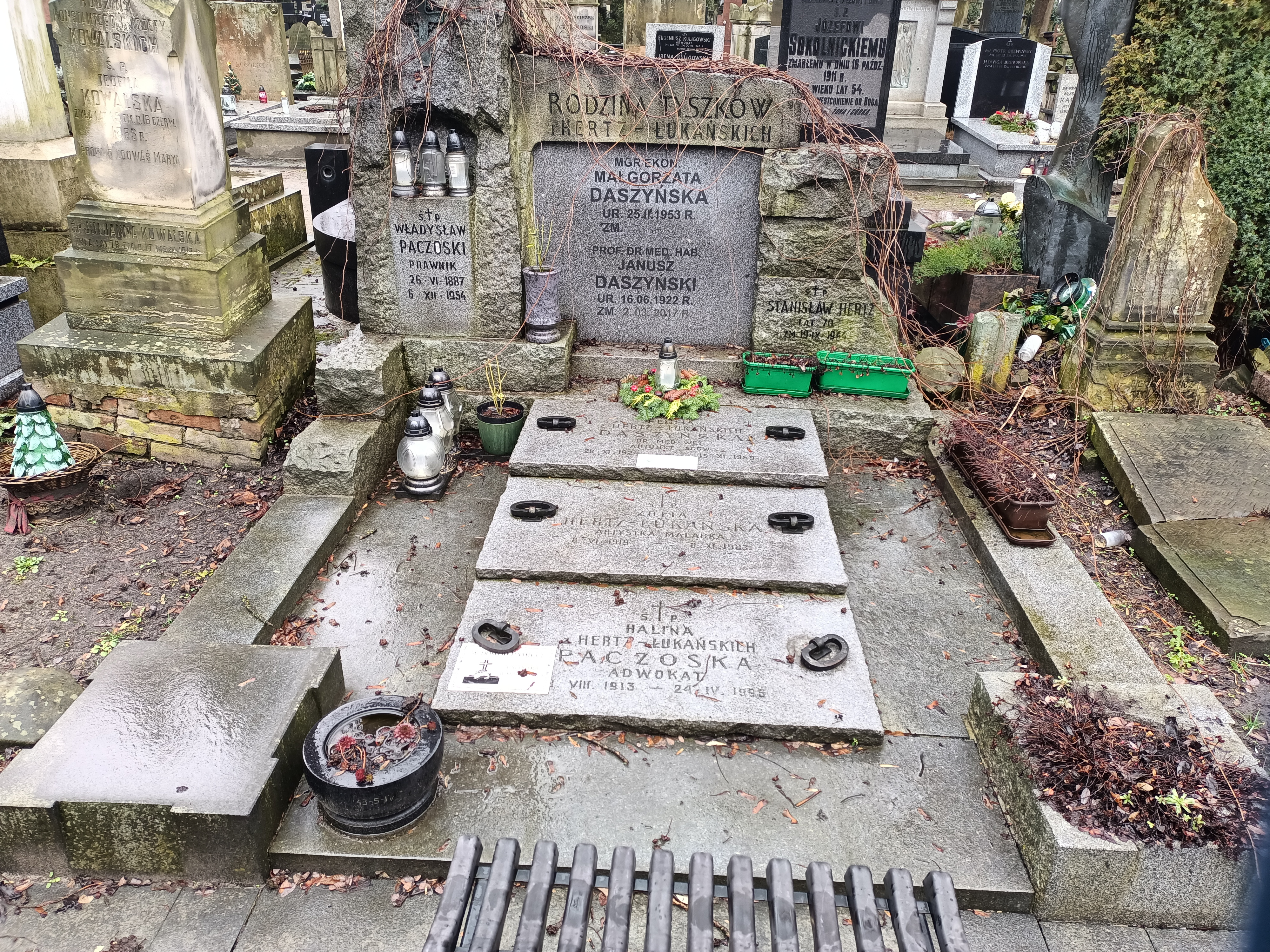
Grób Zofii Hertz-Łukańskiej na Cmentarzu Powązkowskim

Zofia Józefa Hertz-Łukańska (ur. 1915 w Warszawie, zm. 9 listopada 1983 tamże) – polska artystka malarka.

## Biografia
Po ukończeniu Prywatnej Żeńskiej Szkoły im. Cecylii Plater-Zyberkówny rozpoczęła studia w warszawskiej Akademii Sztuk Pięknych. Studia ukończyła w 1934 roku. Podczas powstania warszawskiego walczyła w szeregach Kobiecych Patroli Minerskich, używała pseudonimu „Ola”. Po 1945 uprawiała malarstwo sztalugowe, od 1947 brała udział w wystawach Związku Polskich Artystów Plastyków.
Tworzyła miniatury, dużą część jej dorobku artystycznego to pejzaże i martwe natury. Projektowała artystyczne pocztówki o tematyce kwiatowej i okolicznościowej (np. seria pocztówek o tematyce Bożego Narodzenia).
Pochowana na cmentarzu Powązkowskim w Warszawie (kwatera 43-5-18/19).

### Przykłady prac
Niektóre jej prace to np.:
- "Dwie dziewczynki" (akwarela, papier; 63,5 x 47,5 cm)
- "Pokłon Trzech Króli" (seria: Boże Narodzenie, pocztówka; gwasz na szkicu ołówkowym, karton; 21,5 x 15 cm)
- "Maria z Dzieciątkiem, św. Józefem i Aniołem" (seria: Boże Narodzenie, pocztówka; gwasz, piórko na szkicu ołówkowym, karton; 21,5 x 15 cm)
- "Alek Dawidowski zdejmujący niemiecką tablicę z pomnika Kopernika" (gwasz, papier; 53 x 39 cm)
- "Portret Fryderyka Chopina" (akwarela, gwasz, papier; 22 x 12 cm)